# Dasyurus maculatus
Dasyurus maculatus är en pungdjursart som först beskrevs av Robert Kerr 1792. Dasyurus maculatus ingår i släktet pungmårdar och familjen rovpungdjur.
Inga underarter finns listade i Catalogue of Life och Mammal Species of the World. Ibland godkänns populationen i nordöstra Queensland som underart, D. m. gracilis, och beståndet på Tasmanien kan likaså vara en underart.

## Utseende
Honor är med en kroppslängd (huvud och bål) av 40,5 till 43 cm en svanslängd av 34 till 44 cm och en vikt av 1,6 till 4 kg mindre än hannar. De senare blir 45 till 51 cm långa, har en 39 till 49 cm lång svans och väger 3 till 7 kg. Arten påminner med sin robusta kropp i viss mån om en mangust. Den har ganska korta extremiteter och har därför mindre bra förmåga att springa. Ovansidan är täckt med mörkbrun till rödbrun päls som har många vita fläckar i varierande storlek. I motsats till andra pungmårdar förekommer ljusa fläckar även på svansen. Huvudet kännetecknas av en spetsig nos med rosa spets.

## Utbredning
Pungdjuret förekommer på östra sidan av Kap Yorkhalvön, i en bredare remsa längs kusten av sydöstra Australien och på Tasmanien. Vissa populationer föredrar bergstrakter som är minst 900 meter höga och andra populationer finns i låglandet. Habitatet utgörs främst av fuktiga skogar, buskmarker och hedområden men arten finns även i torra och klippiga regioner.

## Ekologi
Dasyurus maculatus går på marken och klättrar i träd. Den jagar mindre och medelstora däggdjur som fåframtandade pungdjur, buskvallabyer, grävlingpungdjur, råttor och flygpungekorrar. Dessutom ingår kräldjur, fåglar och insekter i födan. Denna pungmård äter även kadaver. Bytet dödas med ett bett i halsen eller huvudet.
Individerna vilar på dagen i naturliga jordhålor eller i håligheter i träd och börjar sin jakt vid skymningen. När honan inte är brunstig lever hannar och honor oftast ensam men exemplar som delade sovplats observerades likaså. Dasyurus maculatus har ett ungefär 500 hektar stort revir med stora överlappningar mellan artfränder. Honor med ungar lever däremot skild från andra individer och honor är allmänt aggressivare mot andra honor. Enligt en annan källa varierar honornas territorium mellan 495 och 1110 hektar medan hannar har ett 1755 till 3760 hektar stort revir.
Arten parar sig under den australiska vintern mellan juni och augusti. Efter cirka 21 dagar dräktighet föds omkring fem underutvecklade ungar. De kravlar till moderns pung (marsupium) och diar vid en spene. Ungarna stannar till september eller oktober i pungen och de lever sedan till november eller januari i ett gömställe. Ungdjur lämnar modern i genomsnitt 18 veckor efter födelsen. Könsmognaden infaller efter ett år.
Mindre exemplar blir sällan äldre än två år och större individer når i naturen en ålder av 4 eller 5 år. Den äldsta kända individen i fångenskap blev 6 år och 3 månader gammal.
Individer som känner sig hotade gömmer sig i smala bergssprickor eller de klättrar i träd. Arten faller ibland offer för introducerade rödrävar, tamkatter och hundar samt för människor.

## Status
Dasyurus maculatus hotas av landskapsförändringar och av introducerade fiender. Den dödas ibland av gift (stryknin) som egentligen lagts ut för att minska dingons bestånd. Arten förföljs av bönder som vill skydda sina höns och andra burfåglar. Att bara vara på plats hjälper inte mot en pungmård som vill stjäla en fågel. Troligtvis mister flera exemplar livet i trafiken. I delar av utbredningsområdet blev den giftiga agapaddan (Rhinella marina) införd och pungmården kan dö när den äter groddjuret.
Enligt uppskattningar utgörs hela beståndet av 20000 vuxna exemplar samt av ungdjur. På grund av de nämnda hoten minskar populationen lite. IUCN kategoriserar arten globalt som nära hotad.

## Bildgalleri

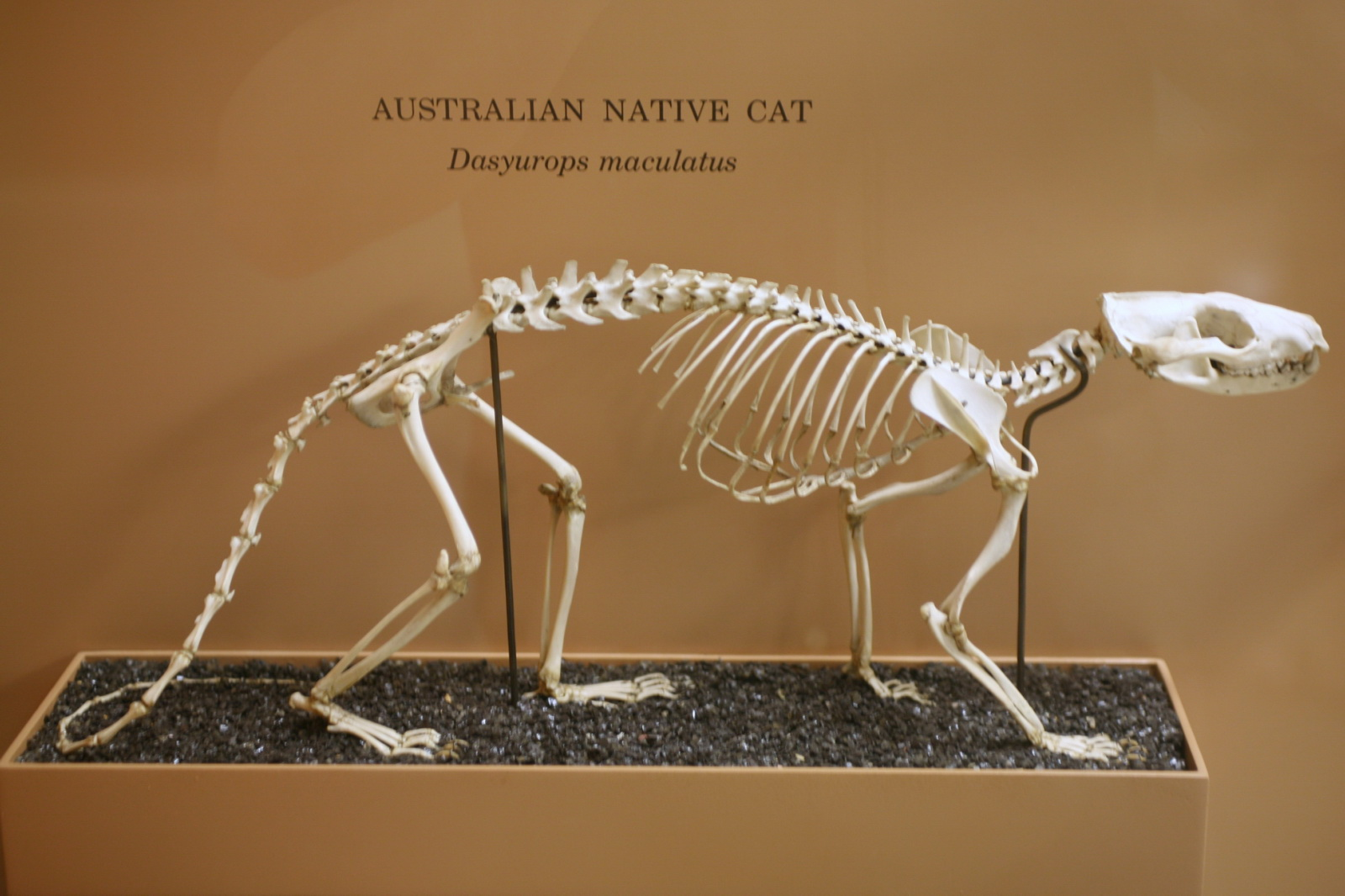
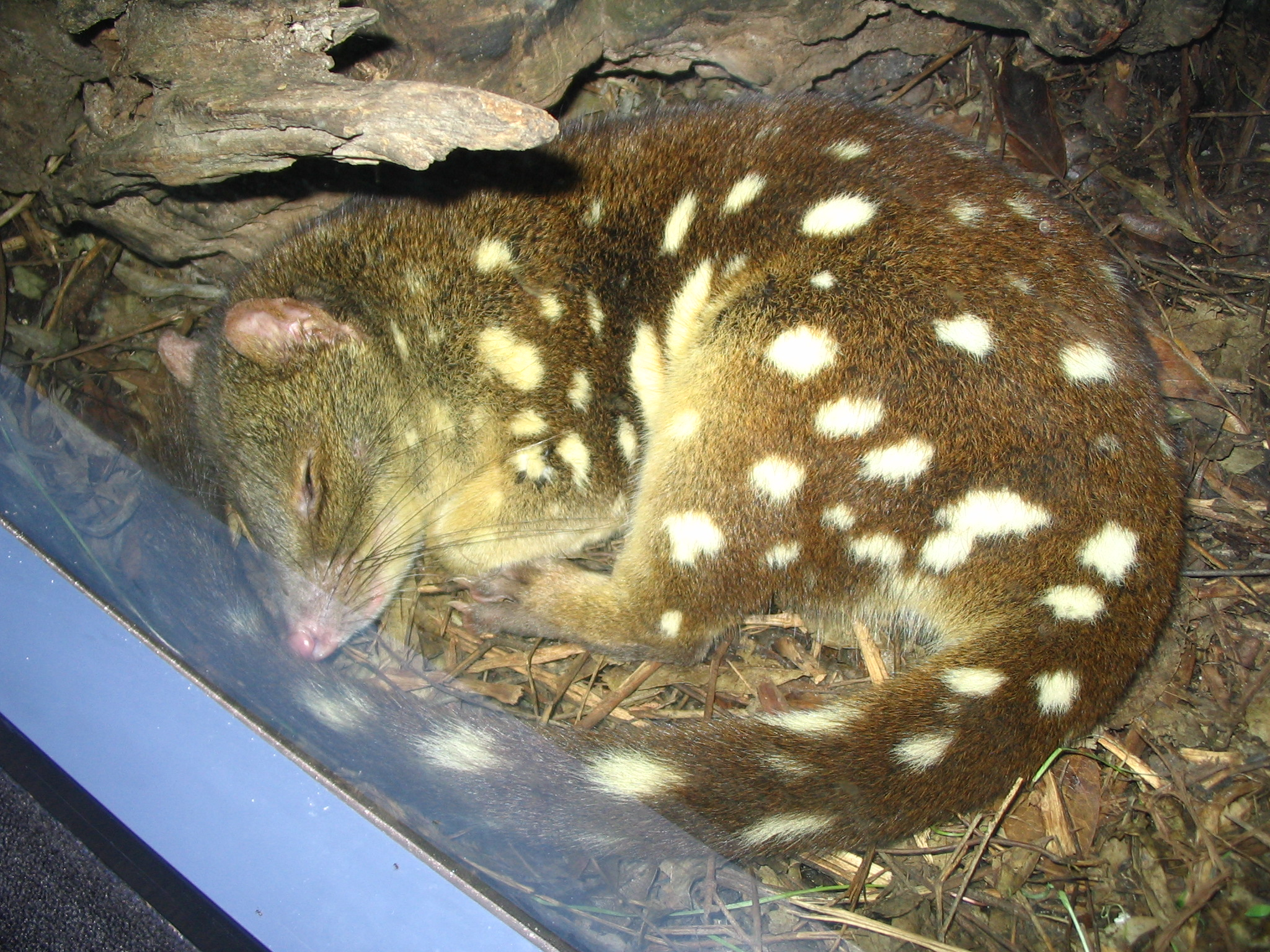
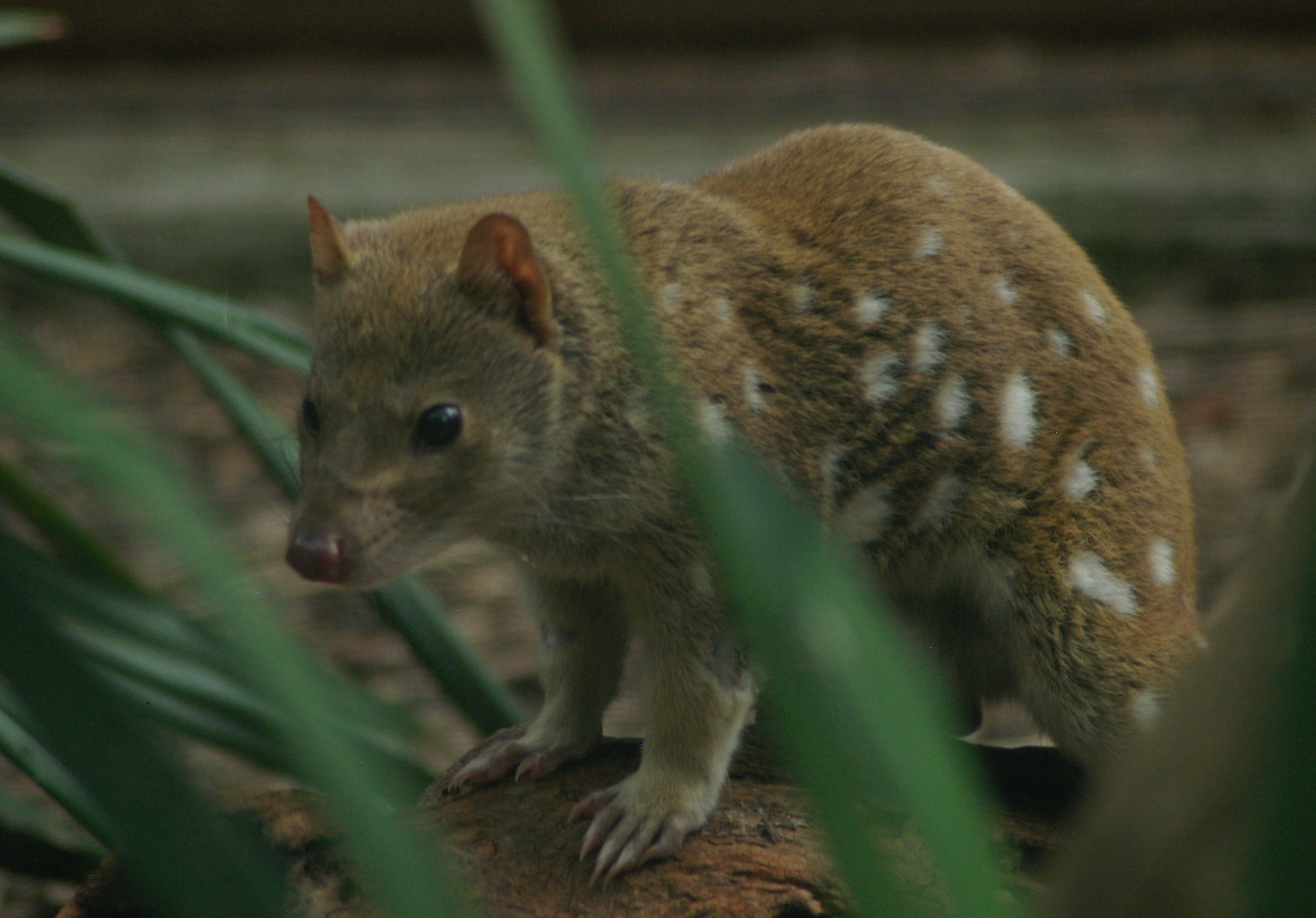
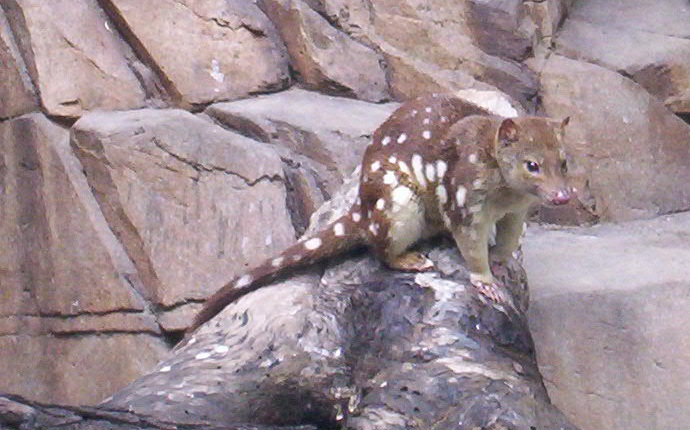
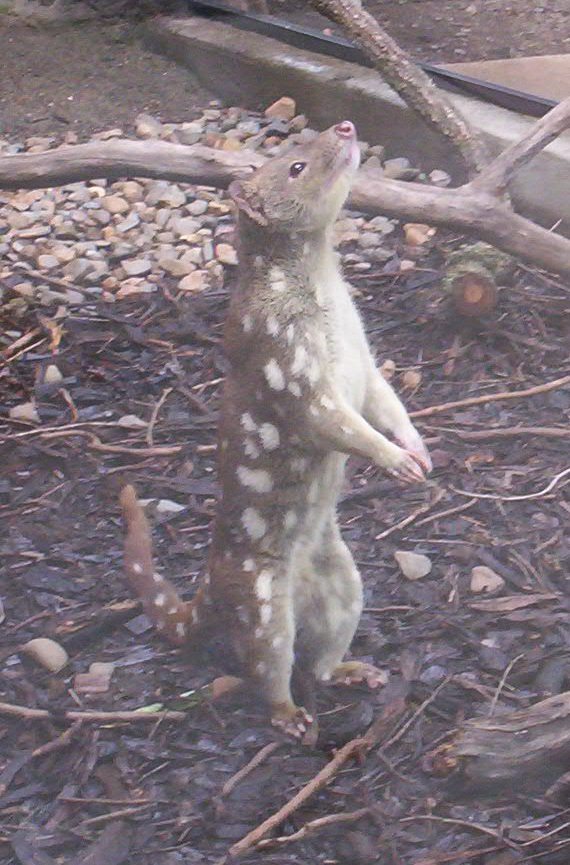